# The Taste/Staffel 2
Die zweite Staffel von The Taste startete am 8. Oktober 2014 und bestand aus 7 Folgen.  Wie in Staffel eins bestand die Jury aus den Fernsehköchen Alexander Herrmann, Frank Rosin, Léa Linster und Tim Mälzer und wurde von Christine Henning moderiert.
Jan Aigner aus dem Team von Alexander Herrmann gewann die 2. Staffel der Show.

## Casting
| Nr. | Kandidat | Klasse | Juroren    | Juroren               | Juroren                | Juroren             | Entscheidung  |
| Nr. | Kandidat | Klasse | Tim Mälzer | Léa Linster           | Alexander Herrmann     | Frank Rosin         | Entscheidung  |
| --- | -------- | ------ | ---------- | --------------------- | ---------------------- | ------------------- | ------------- |
| 1   | Nina     | Hobby  | Nein       | Nein                  | Ja ✔                   | Nein                | Team Herrmann |
| 2   | Steffen  | Profi  | Nein       | Nein                  | Nein                   | Nein                | -             |
| 3   | Manu     | Hobby  | Nein       | Nein                  | Nein                   | Ja ✔                | Team Rosin    |
| 4   | Timo     | Profi  | Ja         | Ja                    | Nein                   | Ja ✔                | Team Rosin    |
| 5   | Anna     | Hobby  | Nein       | Nein                  | Nein                   | Nein                | -             |
| 6   | Otello   | Profi  | Nein       | Nein                  | Nein                   | Nein                | -             |
| 7   | Ole      | Profi  | Ja ✔       | Nein                  | Nein                   | Nein                | Team Mälzer   |
| 8   | Rosina   | Hobby  | Ja         | Ja                    | Ja ✔                   | Ja                  | Team Herrmann |
| 9   | Meggi    | Hobby  | Nein       | Nein                  | Nein                   | Nein                | -             |
| 10  | Egor     | Profi  | Nein       | Nein                  | Nein                   | Ja ✔                | Team Rosin    |
| 11  | Davide   | Hobby  | Nein       | Nein                  | Nein                   | Nein                | -             |
| 12  | Carine   | Hobby  | Nein       | Ja ✔                  | Nein                   | Nein                | Team Linster  |
| 13  | Rainer   | Profi  | Ja ✔       | Nein                  | Nein                   | Ja                  | Team Mälzer   |
| 14  | Dani     | Hobby  | Ja ✔       | Nein                  | Ja                     | Nein                | Team Mälzer   |
| 15  | Wolfgang | Profi  | Nein       | Ja ✔                  | Nein                   | Nein                | Team Linster  |
| 16  | Ina      | Hobby  | Nein       | Nein                  | Nein                   | Nein                | -             |
| 17  | Björn    | Hobby  | Nein       | Ja ✔                  | Nein                   | Nein                | Team Linster  |
| 18  | Daniella | -      | Nein       | Nein                  | Nein                   | Nein                | -             |
| 19  | Sven     | -      | Nein       | Nein                  | Nein                   | Nein                | -             |
| 20  | Max      | -      | Nein       | Nein                  | Nein                   | Nein                | -             |
| 21  | Robert   | -      | Nein       | Nein                  | Nein                   | Nein                | -             |
| 22  | Johannes | Hobby  | Ja         | Ja                    | Ja ✔                   | Ja                  | Team Herrmann |
| 23  | Gabi     | Hobby  | Ja         | Nein                  | Nein                   | Ja ✔                | Team Rosin    |
| 24  | Kai      | Profi  | Ja         | Ja ✔                  | Nein                   | Team Rosin ist voll | Team Linster  |
| 25  | Jan      | Profi  | Ja         | Team Linster ist voll | Ja ✔                   | Team Rosin ist voll | Team Herrmann |
| 26  | Joyce    | Hobby  | Nein       | Team Linster ist voll | Team Herrmann ist voll | Team Rosin ist voll | -             |
| 27  | Enrico   | Profi  | Nein       | Team Linster ist voll | Team Herrmann ist voll | Team Rosin ist voll | -             |
| 28  | Hatty    | Profi  | Nein       | Team Linster ist voll | Team Herrmann ist voll | Team Rosin ist voll | -             |
| 29  | Malte    | Hobby  | Ja ✔       | Team Linster ist voll | Team Herrmann ist voll | Team Rosin ist voll | Team Mälzer   |

## Die Teams und Platzierungen im Team
| Platz | Name     | Bewertung im Casting                                  |
| ----- | -------- | ----------------------------------------------------- |
| 1.    | Jan      | Sternsymbol · Sternsymbol · Sternsymbol · Sternsymbol |
| 2.    | Rosina   | Sternsymbol · Sternsymbol · Sternsymbol · Sternsymbol |
| 3.    | Nina     | Sternsymbol · Sternsymbol · Sternsymbol · Sternsymbol |
| 4.    | Johannes | Sternsymbol · Sternsymbol · Sternsymbol · Sternsymbol |

| Platz | Name   | Bewertung im Casting                                  |
| ----- | ------ | ----------------------------------------------------- |
| 1.    | Timo   | Sternsymbol · Sternsymbol · Sternsymbol · Sternsymbol |
| 2.    | Egor   | Sternsymbol · Sternsymbol · Sternsymbol · Sternsymbol |
| 3.    | Manuel | Sternsymbol · Sternsymbol · Sternsymbol · Sternsymbol |
| 4.    | Gabi   | Sternsymbol · Sternsymbol · Sternsymbol · Sternsymbol |

| Platz | Name     | Bewertung im Casting                                  |
| ----- | -------- | ----------------------------------------------------- |
| 1.    | Carine   | Sternsymbol · Sternsymbol · Sternsymbol · Sternsymbol |
| 2.    | Kai      | Sternsymbol · Sternsymbol · Sternsymbol · Sternsymbol |
| 3.    | Björn    | Sternsymbol · Sternsymbol · Sternsymbol · Sternsymbol |
| 4.    | Wolfgang | Sternsymbol · Sternsymbol · Sternsymbol · Sternsymbol |

| Platz | Name   | Bewertung im Casting                                  |
| ----- | ------ | ----------------------------------------------------- |
| 1.    | Ole    | Sternsymbol · Sternsymbol · Sternsymbol · Sternsymbol |
| 2.    | Malte  | Sternsymbol · Sternsymbol · Sternsymbol · Sternsymbol |
| 3.    | Dani   | Sternsymbol · Sternsymbol · Sternsymbol · Sternsymbol |
| 4.    | Rainer | Sternsymbol · Sternsymbol · Sternsymbol · Sternsymbol |

## Verlauf der Staffel
Die Auswahl der Kandidaten für die Teams (Casting) wurde in der ersten und zu Beginn der zweiten Episode ausgestrahlt. Ab der zweiten Episode wurden im Team- und Einzelkochen jeweils Kandidaten eliminiert. 
|       |           | Episode 2 15.10.2014                        | Episode 3 22.10.2014                        | Episode 4 29.10.2014                                        | Episode 5 05.11.2014                        | Halbfinale 12.11.2014                       | Finale 19.11.2014                         |
| ----- | --------- | ------------------------------------------- | ------------------------------------------- | ----------------------------------------------------------- | ------------------------------------------- | ------------------------------------------- | ----------------------------------------- |
|       | Gastjuror | Karlheinz Hauser                            | Christian Jürgens                           | Tanja Grandits                                              | Kevin Fehling                               | Thomas Bühner                               | Christian Lohse Heiko Antoniewicz         |
|       | Thema     | Norwegen                                    | 4 Jahreszeiten                              | Farben                                                      | Kontraste                                   | Liebe                                       | Kräuter und Gewürze Aromakombinationen    |
| Platz | Koch      | Status der Kandidaten am Ende der Episode   | Status der Kandidaten am Ende der Episode   | Status der Kandidaten am Ende der Episode                   | Status der Kandidaten am Ende der Episode   | Status der Kandidaten am Ende der Episode   | Status der Kandidaten am Ende der Episode |
| 1.    | Jan       | Immun (1 goldener Stern)                    | Weiter                                      | Weiter                                                      | Weiter (Entscheidungskochen)(1 roter Stern) | Weiter (Entscheidungskochen)(2 rote Sterne) | Gewinner (3 goldene Sterne)               |
| 2.    | Ole       | Weiter                                      | Immun                                       | Favorit (2 goldene Sterne)                                  | Favorit (2 goldene Sterne)                  | Favorit (2 goldene Sterne)                  | 2. Platz                                  |
| 3.    | Timo      | Weiter                                      | Weiter (Entscheidungskochen)(1 roter Stern) | Weiter (Entscheidungskochen)(1 roter Stern)                 | Immun                                       | Immun (1 goldener und 1 roter Stern)        | Ausgeschieden (2. Phase)                  |
| 3.    | Rosina    | Weiter                                      | Weiter                                      | Favorit (1 goldener Stern)                                  | Favorit (1 goldener Stern)                  | Favorit (1 goldener Stern)                  | Ausgeschieden (2. Phase)                  |
| 5.    | Malte     | Weiter (Entscheidungskochen)(2 rote Sterne) | Weiter (Entscheidungskochen)(1 roter Stern) | Weiter                                                      | Weiter                                      | Weiter (Entscheidungskochen)(1 roter Stern) | Ausgeschieden                             |
| 6.    | Nina      | Weiter                                      | Weiter                                      | Weiter                                                      | Favorit (1 goldener Stern)                  | Ausgeschieden                               |                                           |
| 7.    | Johannes  | Favorit (1 goldener Stern)                  | Weiter (Entscheidungskochen)(1 roter Stern) | Weiter                                                      | Ausgeschieden (1 roter Stern)               |                                             |                                           |
| 7.    | Egor      | Weiter                                      | Weiter                                      | Weiter                                                      | Ausgeschieden (1 roter Stern)               |                                             |                                           |
| 7.    | Carine    | Favorit (1 goldener Stern)                  | Favorit (1 goldener Stern)                  | Immun (1 roter Stern)                                       | Ausgeschieden (1 roter Stern)               |                                             |                                           |
| 10.   | Kai       | Weiter                                      | Favorit (1 goldener Stern)                  | Weiter (Entscheidungskochen) (1 goldener und 1 roter Stern) | Ausgeschieden                               |                                             |                                           |
| 11.   | Dani      | Weiter                                      | Favorit (2 goldene Sterne)                  | Ausgeschieden (1 roter Stern)                               |                                             |                                             |                                           |
| 12.   | Rainer    | Weiter                                      | Weiter                                      | Ausgeschieden                                               |                                             |                                             |                                           |
| 13.   | Manuel    | Favorit (1 goldener Stern)                  | Ausgeschieden (1 roter Stern)               |                                                             |                                             |                                             |                                           |
| 14.   | Gabi      | Weiter (Entscheidungskochen)(1 roter Stern) | Ausgeschieden (wegen Krankheit)             |                                                             |                                             |                                             |                                           |
| 15.   | Björn     | Weiter (Entscheidungskochen)(1 roter Stern) | Ausgeschieden                               |                                                             |                                             |                                             |                                           |
| 16.   | Wolfgang  | Ausgeschieden                               |                                             |                                                             |                                             |                                             |                                           |

Legende
| Element                         | Bedeutung |
| ------------------------------- | --- |
| Weiter                          | Ohne goldenen oder roten Stern weiter gekommen.                                                                             |
| Weiter (Entscheidungskochen)    | In der 2. Phase eines der schlechtesten Gerichte gekocht (rote/r Stern/e), aber im Entscheidungskochen nicht ausgeschieden. |
| Favorit                         | In der 2. Phase eines der besten Gerichte gekocht.                                                                          |
| Immun                           | In der 1. Phase bestes Gericht gekocht und somit in der nächsten Show.                                                      |
| Ausgeschieden                   | Im Entscheidungskochen ausgeschieden.                                                                                       |
| Ausgeschieden                   | In der 1. Phase vom Coach eliminiert.                                                                                       |
| Ausgeschieden (wegen Krankheit) | Musste die Show aufgrund von Krankheit verlassen.                                                                           |

## Bemerkungen und zusätzliche Informationen
- Da Gabi aus dem Team von Frank Rosin erkrankte, bevor einer aus ihrem Team ausschied, rückte keiner nach.
- Das Team von Léa Linster wurde nach der 5. Folge aufgelöst, weil der letzte Kandidat aus dem Team ausgeschieden war.

## Einschaltquoten
| Folge               | Datum               | Zuschauer | Zuschauer     | Marktanteil | Marktanteil   | Quelle |
| Folge               | Datum               | Gesamt    | 14 – 49 Jahre | Gesamt      | 14 – 49 Jahre | Quelle |
| ------------------- | ------------------- | --------- | ------------- | ----------- | ------------- | ------ |
| 1                   | 8. Okt. 2014        | 1,81 Mio. | -             | -           | 9,2 %         | [ 2 ]  |
| 2                   | 15. Okt. 2014       | 1,82 Mio. | 1,08 Mio.     | 7,2 %       | 11,2 %        | [ 3 ]  |
| 3                   | 22. Okt. 2014       | 1,65 Mio. | 0,90 Mio.     | 5,4 %       | 7,7 %         | [ 4 ]  |
| 4                   | 29. Okt. 2014       | 1,64 Mio. | 0,89 Mio.     | 5,5 %       | 8,0 %         | [ 5 ]  |
| 5                   | 5. Nov. 2014        | 1,83 Mio. | 1,16 Mio.     | 6,0 %       | 10,6 %        | [ 6 ]  |
| 6                   | 12. Nov. 2014       | 1,80 Mio. | -             | -           | 9,6 %         | [ 7 ]  |
| 7                   | 19. Nov. 2014       | 1,95 Mio. | -             | -           | 11,0 %        | [ 8 ]  |
| Staffeldurchschnitt | Staffeldurchschnitt | 1,80 Mio. | -             | 6,4 %       | 9,7 %         | [ 9 ]  |